# Piper heterotrichum
Piper heterotrichum är en pepparväxtart som beskrevs av C. Dc.. Piper heterotrichum ingår i släktet Piper och familjen pepparväxter. Inga underarter finns listade i Catalogue of Life.